# Ophionea
Ophionea is een geslacht van kevers uit de familie van de loopkevers (Carabidae). De wetenschappelijke naam van het geslacht is voor het eerst geldig gepubliceerd in 1821 door Klug.

## Soorten
Het geslacht Ophionea omvat de volgende soorten:
- Ophionea australica Baehr, 1996
- Ophionea bakeri Dupuis, 1913
- Ophionea bhamoensis Bates, 1892
- Ophionea brandti Baehr, 1996
- Ophionea celebensis Baehr, 1996
- Ophionea ceylonica Baehr, 1996
- Ophionea foersteri Bouchard, 1903
- Ophionea gestroi Maindron, 1910
- Ophionea hoashii Habu, 1962
- Ophionea indica (Thunberg, 1784)
- Ophionea insignis (Baehr, 1997)
- Ophionea interstitialis (Schmidt-Gobel, 1846)
- Ophionea ishiii Habu, 1961
- Ophionea leytensis Baehr, 1996
- Ophionea malickyi Baehr, 1996
- Ophionea micronota Andrewes, 1937
- Ophionea nigrofasciata Schmidt-Gobel, 1846
- Ophionea puncticollis Sloane, 1923
- Ophionea storeyi Baehr, 1996
- Ophionea thouzeti Castelnau, 1867